# Alexander Lamb Cullen
Alexandre Lamb Cullen (30 avril 1920 - 27 décembre 2013)  est un ingénieur électricien britannique .

## Carrière et recherche
Cullen est chef du département de génie électronique et électrique à l'University College de Londres, où il occupe la chaire Pender, de 1967 à 1980 . En 1988, il publie son livre Modern Radio Science et une biographie de Harold Barlow .
Il est élu membre de la Royal Society (FRS) en 1977  et reçoit leur médaille royale en 1984 en reconnaissance de ses nombreuses contributions à l'ingénierie des micro-ondes, à la fois théoriques et expérimentales, et en particulier pour la recherche sur les antennes micro-ondes . La même année, il reçoit la médaille Faraday de l'Institute of Electrical Engineers. Il prononce également la même année la conférence Clifford Paterson à la Royal Society sur "Les micro-ondes: l'art et la science" . Il est nommé membre de l'Ordre de l'Empire britannique (OBE) en 1960 .